# Jezioro Chambon

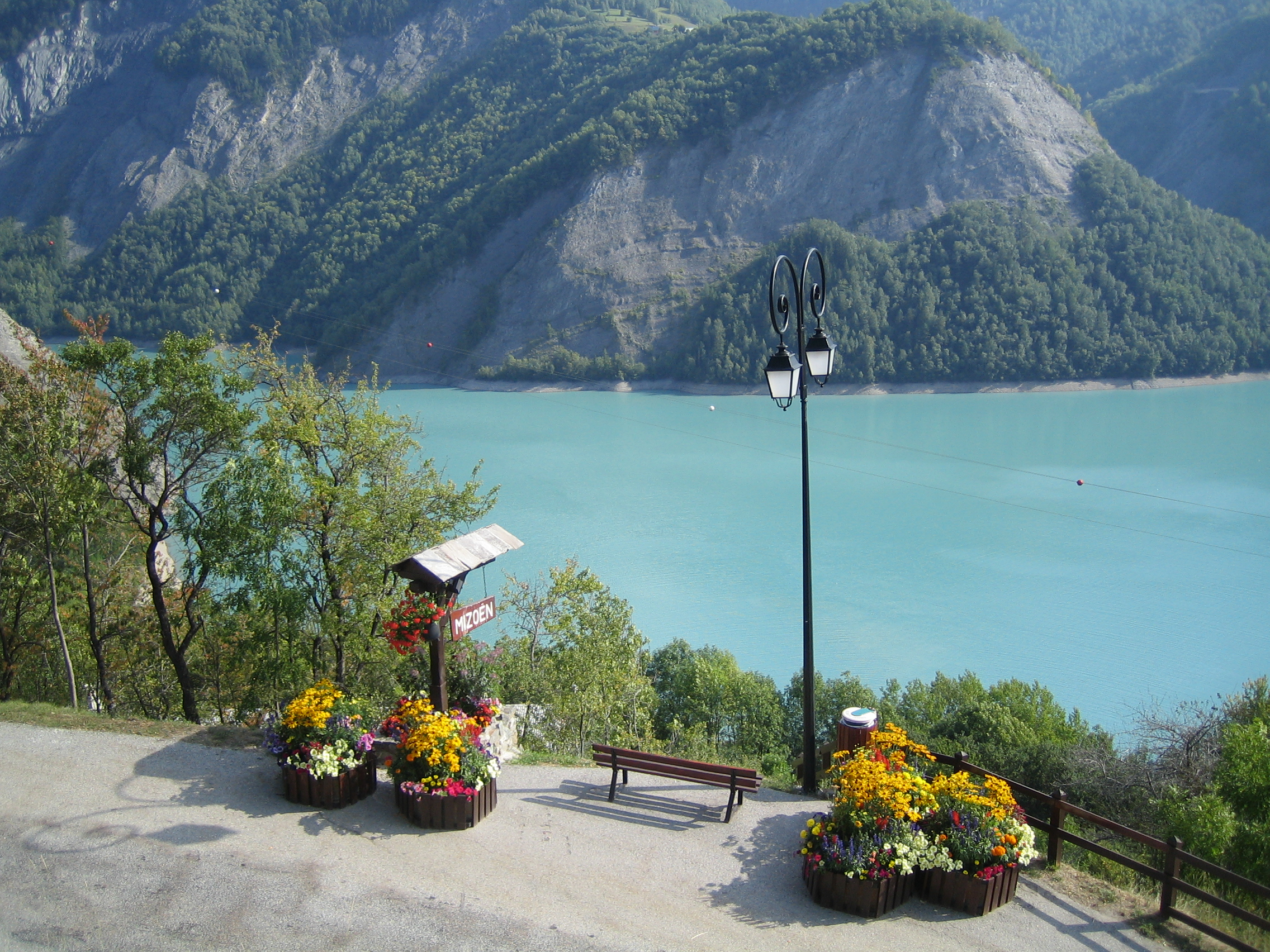
Jezioro Chambon w widoku z Mizoën

Jezioro Chambon (fr. Lac du Chambon) – sztuczny zbiornik zaporowy utworzony na rzece Romanche w południowo-wschodniej Francji poprzez przegrodzenie jej biegu zaporą Chambon.
Jezioro znajduje się na terenie gmin Le Freney-d’Oisans i Mizoën w departamencie Isère w Alpach Francuskich. Powstało po wybudowaniu w latach 1929 – 1935 wspomnianej zapory. Piętrzenie wody rozpoczęto 24 kwietnia 1935 r. Zalaniu uległy dawne wsie Le Chambon, Le Dauphin i Le Parizet, położone w dolinie Romanche oraz fragment biegnącej doliną dawnej drogi RN91 z Le Bourg-d’Oisans na przełęcz Lautaret.
Powierzchnia zbiornika wynosi 140 ha, jego maksymalna głębokość 40 m, a objętość ok. 54 mln m³.